# Columba Domínguez
Columba Domínguez Alarid (Guaymas, Sonora, 4 de març de 1929-Ciutat de Mèxic, 13 d'agost de 2014) va ser una actriu, cantant i pintora mexicana.
És recordada particularment per les seves actuacions a Maclovia (1948), per la qual va guanyar el Premi Ariel a la millor coactuació femenina, i Pueblerina (1949) i va rebre l'Ariel d'Or en 2013.

## Biografia i carrera
Columba Domínguez Alarid va néixer el 4 de març de 1929 a Guaymas, Sonora, Mèxic.
Columba va ser descoberta pel director cinematogràfic Emilio Fernández Romo, qui queda meravellat amb la seva bellesa amb trets mexicans molt marcats i li dona entrada al cinema amb petits personatges en pel·lícules com La Perla (1945) i Río Escondido (1947). Les seves primeres pel·lícules, ¡Como México no hay dos! i Pepita Jiménez, són de 1945.
En 1948 Emilio Fernández li dona el paper antagònic al de María Félix a la cinta Maclovia (1948). La seva actuació és elogiada per la crítica i és gràcies a aquesta cinta que Fernández li confia el paper protagonista de la qual es convertiria en la seva millor pel·lícula: Pueblerina (1948), al costat de Roberto Cañedo. Gràcies a aquesta pel·lícula Columba ascendeix ràpidament a la fama i es torna coneguda a tot el món en ser presentada al Festival Internacional de Cinema de Karlovy Vary, antiga Txecoslovàquia (avui República Txeca), En aquest mateix any participa A La malquerida al costat de Dolores del Río i Pedro Armendáriz en substitució de Rita Macedo qui va abandonar el projecte.

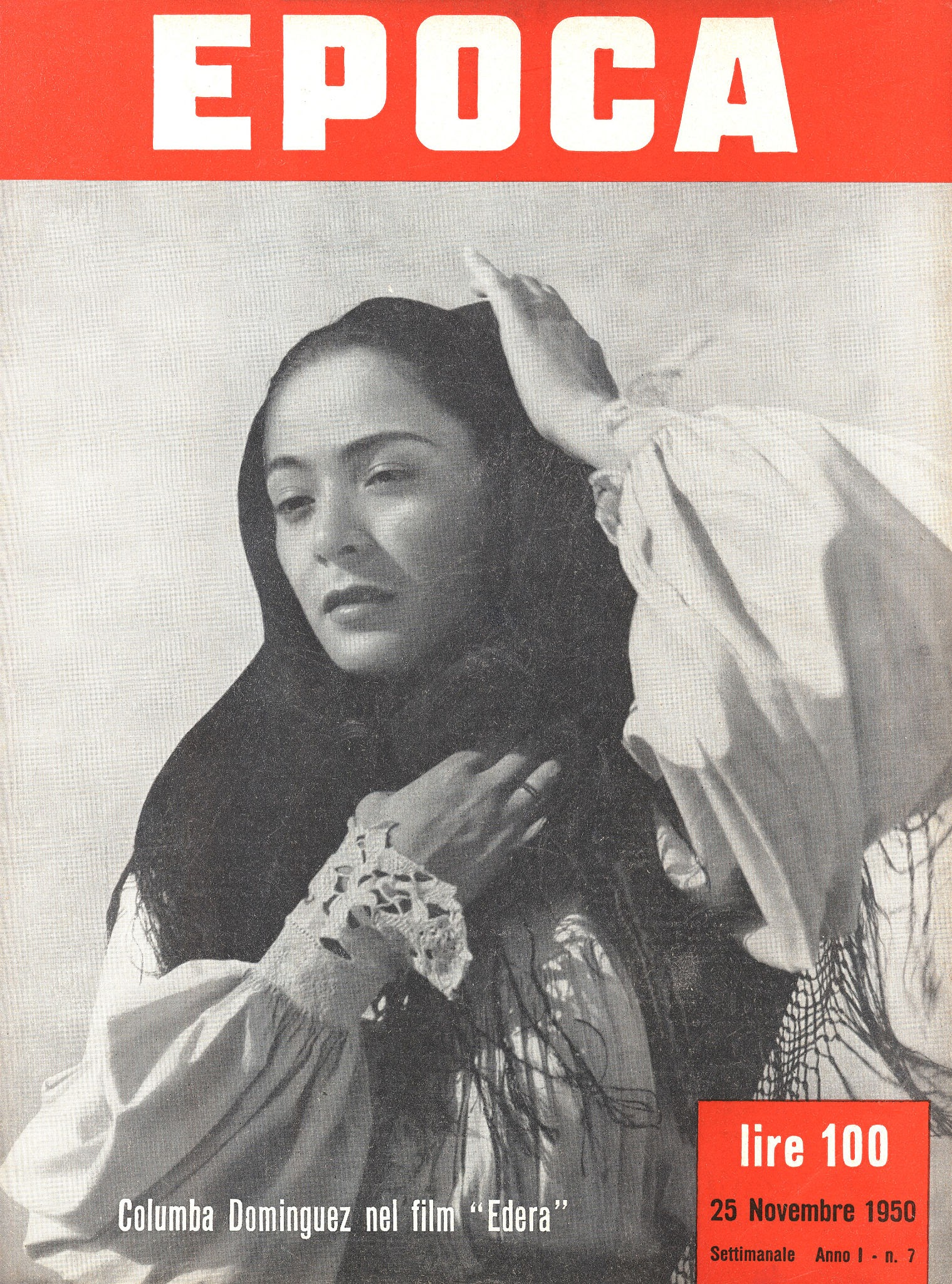
Domínguez en L'edera (1950), fotografia publicada per la revista italiana Epoca.

Precedida per l’èxit de Pueblerina, és contractada a Itàlia per a participar al film L'edera (1950), on interpreta el personatge principal, Anessa una nena adoptada que en créixer és culpable d'un crim fet per a tractar de salvar a la seva família adoptiva de la fallida. El mateix any filma Un dia de vida, que passa desapercebuda a Mèxic, però que es va convertir en un rotund èxit a l'ex Iugoslàvia, estrenada el 1952.
Encasellada en papers autòctons, Columba acaba per separar-se laboralment de Fernández el 1952, la qual cosa li va permetre consolidar-se com una primera figura i treballar sota les ordres d'altres realitzadors, com Luis Buñuel (amb qui va treballar a El río y la muerte (1955), Fernando Méndez (director de Ladrón de cadáveres (1957), considerada la millor pel·lícula mexicana del gènere fantàstic) i Ismael Rodríguez (qui li va donar el paper protagonista a: Los hermanos del hierro (1961) i Ánimas Trujano (1962) on va treballar al costat de l'actor japonès Toshiro Mifune), entre d'altres. En 1962 va participar en El tejedor de milagros, cinta que va representar a Llatinoamèrica al 9è Festival Internacional de Cinema de Berlín. Columba també va realitzar el primer nu oficial del Cinema Mexicà en la cinta La virtud desnuda (1956).

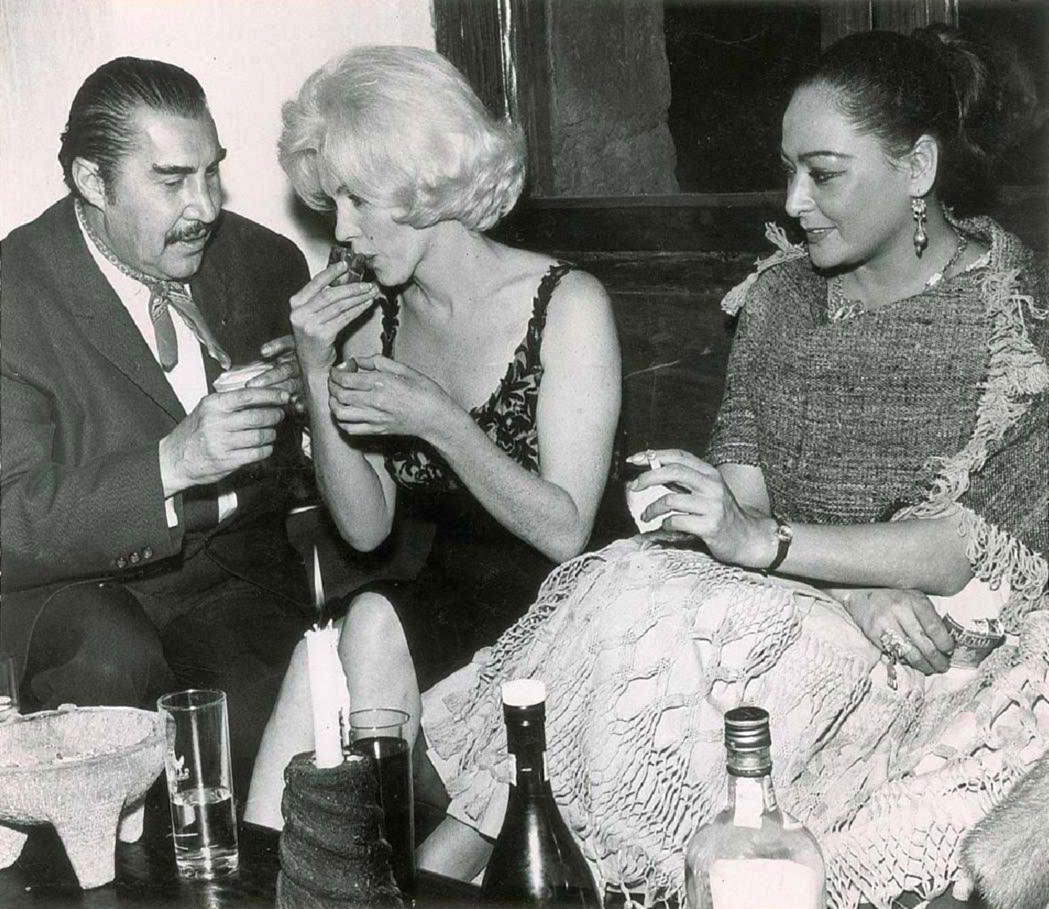
Domínguez amb Emilio Fernández i Marilyn Monroe el 1962.

En 1961, Columba va gravar un disc de llarga durada titulat La voz dulce y mexicana de Columba Domínguez per al segell RCA Víctor, amb arranjaments de les orquestres de Mario Ruiz Armengol i Chucho Ferrer. L'àlbum conté deu cançons i va ser reeditada en format digital per Sony Music en 2012.
En televisió destaca en el protagonista de La tormenta (1967) i El carruaje (1972), totes dues novel·les de tall històric. La seva última aparició d'aquesta rúbrica va ser en Aprendiendo a amar de 1979, projecte amb gran èxit però d'ínfima qualitat. En 1982 per problemes financers va haver de suspendre la pel·lícula Jacaranda, de la qual va ser guionista i productora; prèviament havia dirigit cinc curtmetratges. En 1984 l'Associació Nacional d'Actors (ANDA) li va fer lliurament de la medalla Virginia Fábregas, per les seves més de 25 anys de labor artística ininterrompuda.
Després del seu va retirar en 1987 es va dedicar a la dansa, la matèria humanística, pintura (arribant a exposar a Europa) i piano, a més de practicar esgrima i equitació. En 2008, va ser homenatjada pel Festival Internacional de Cinema de la Frontera, a Ciutat Juárez, en el que es van projectar algunes de les cintes més representatives en les que va participar, i a més, després de més de 20 anys d'estar retirada de l'actuació, tornaria amb el curtmetratge, Paloma. En 2010, l'actriu va fer participacions especials als films: La cebra i Borrar la memoria, estrenada al Festival Internacional de Cinema de Morelia. El 2012 va participar en el rodatge de la pel·lícula En el último trago, dirigida per Jack Zagha i que va ser presentada el març de 2014 sl Festival Internacional de Cinema a Guadalajara.
Al maig de 2013, Columba Domínguez va ser guardonada amb el Premi Ariel d'Or per la seva trajectòria. Aquest mateix any, Domínguez faria el seu últim treball com a actriu protagonitzant en un curtmetratge titulat Ramona, gravat en 2013 i llançat en 2014.

## Vida personal
Després de l’èxit de Un día de vida (1950), a l'ex-Iugoslàvia, el literat iugoslau Aleksandar Vuco va declarar que mai abans una pel·lícula havia provocat tantes llàgrimes al públic, i segons un article de Vladimir Lazarević del periòdic serbi Politika Ekpres editat el 1997, és la pel·lícula més vista a la regió dels últims 50 anys. Aquest fervor es va renovar en 1997 quan Columba, que per anys va continuar rebent cartes d'admiradors va assistir a Belgrad a l'exhibició a la Cinètica Nacional del Film.
La seva belles fou retratada en pintures de Miguel Covarrubias, Jesús Guerrero Galván i Diego Rivera.

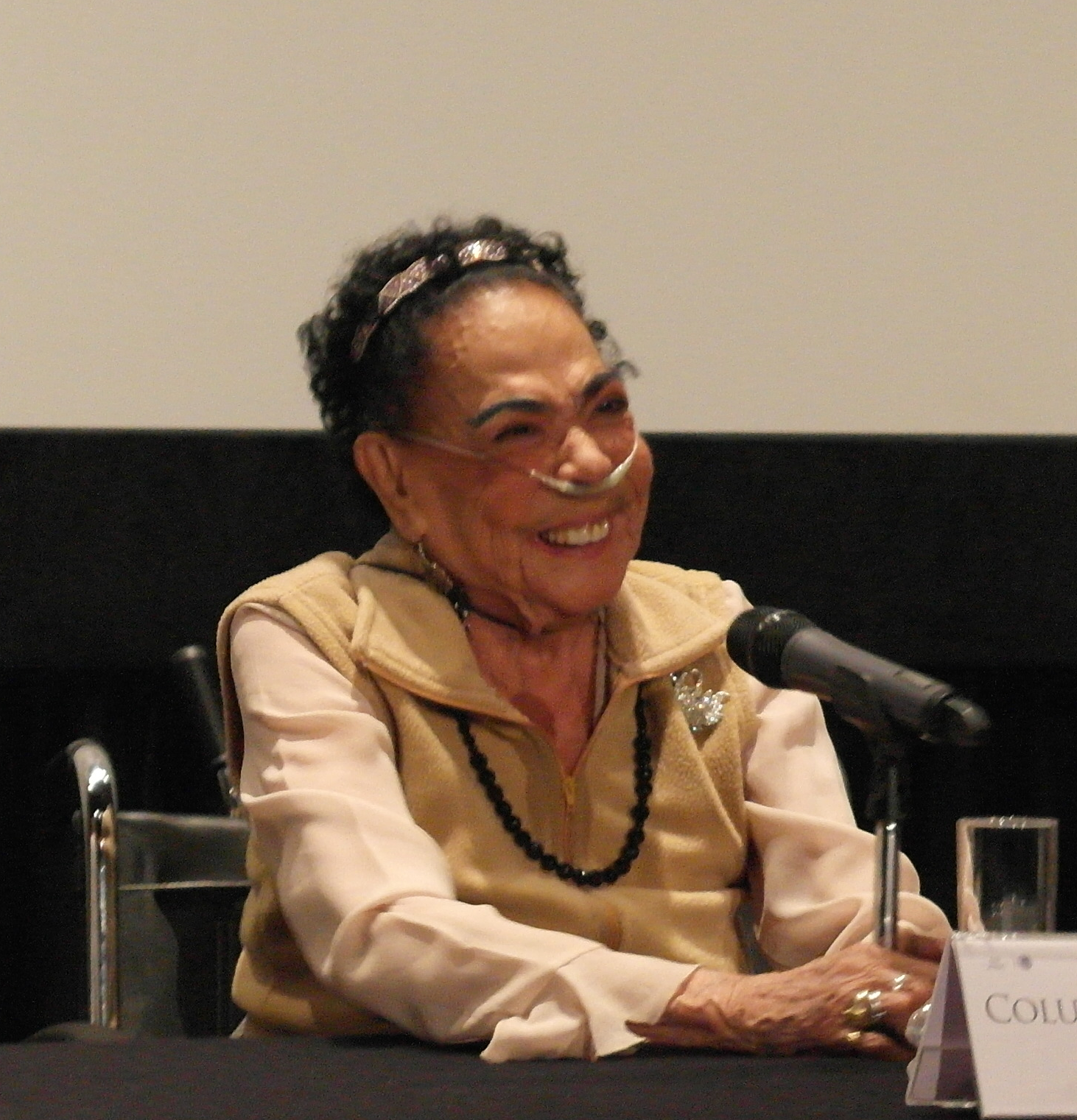
Domínguez el 2013

Després de la mort de Fernández en 1986, es va deslligar una controvèrsia sobre el seu testament, particularment sobre la seva impressionant fortalesa en el barri de Coyoacán, al sud de la Ciutat de Mèxic. Emilio va morir intestat, i automàticament, la seva única filla supervivent, l'escriptora Adela Fernández y Fernández, va ser nomenada la seva hereva universal, en perjudici de Columba, qui al·legava drets sobre la propietat. D'acord amb Columba, Adela en realitat no era filla biològica d'Emilio, i ell no la va adoptar legalment. Aquests detalls, així com la situació legal, mai van ser aclarits ja que Adela va morir en 2013.

## Mort
Columba Domínguez va morir en dimecres 13 d'agost de 2014 a l'Hospital Ángeles Santelena de la Ciutat de Mèxic a conseqüència d'un infart, després de romandre internada durant alguns dies per diverses complicacions derivades de la pneumònia. Fou sebollida en una cripta del Panteón Mausoleos del Ángel.

## Filmografia

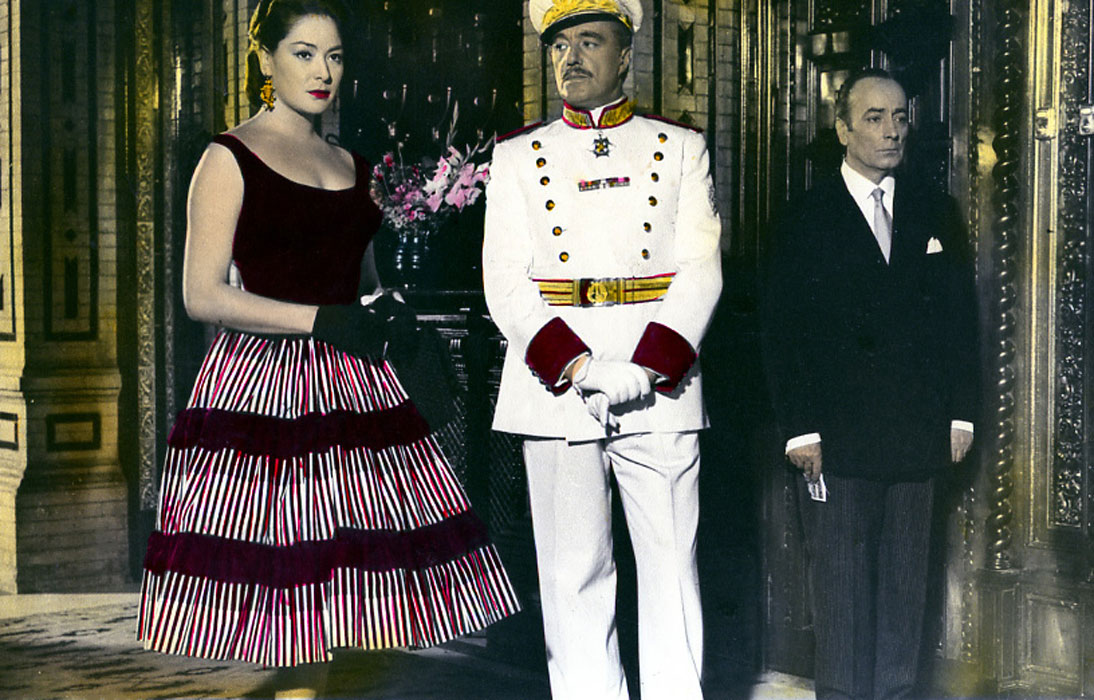
Domínguez amb Vittorio De Sica (vestit de blanc) a Pan, amor y... Andalucía (1958).

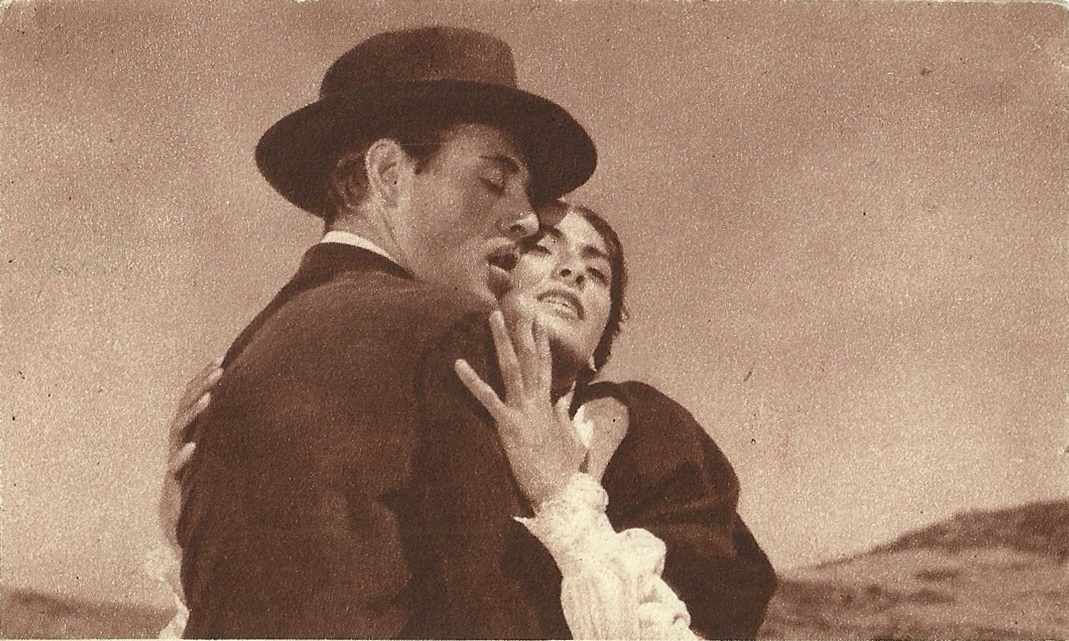
Domínguez amb Roldano Lupi a L'edera (1950).

### Curtmetratges
- Paloma (2008)
- Ramona (2013)

### Pel·lícules
Espanya
- Pan, amor y... Andalucía (1958)

 Itàlia
- L'edera (1950)

 Mèxic
- ¡Como México no hay dos! (1944)
- Pepita Jiménez (1945)
- La señora de enfrente (1945)
- La perla (1945)
- Soy Charro de Rancho Grande (1947)
- Río Escondido (1947)
- Maclovia (1948)
- Pueblerina (1948)
- La malquerída (1949)
- Un día de vida (1950)
- La bienamada (1951)
- Cuando levanta la niebla (1952)
- El mar y tú (1952)
- Mujeres que trabajan (1953)
- Reportaje (1953)
- Pueblo, canto y esperanza (1954)
- Historia de un abrigo de mink (1955)
- El río y la muerte (1955)
- Fuerza de los humildes (1955)
- La virtud desnuda (1955)
- Ladrón de cadáveres (1956)
- Esposas infieles (1956)
- Cinco vidas y un destino (1956)
- Cabaret trágico (1957)
- El tiro de gracia (1957)
- Enterrado vivo (1957)
- Duelo indio (1957)
- El caudillo (1957)
- Mundo, demonio y carne (1958)
- Viva la parranda (1959)
- Ánimas Trujano (1961)
- Los hermanos Del Hierro (1961)
- El tejedor de milagros (1961)
- Pueblito (1961)
- Paloma herida (1962)
- El hombre de papel (1963)
- La sombra de los hijos (1963)
- El hombre propone... (1963)
- Furia en el edén (1964)
- La loba. Los horrores del bosque negro (1964)
- Aventura al centro de la tierra (1964)
- Marcelo y María (1964)
- Llanto por Juan indio (1965)
- Duelo de pistoleros (1965)
- Juventud sin ley /Rebeldes a go go (1965)
- Ambición sangrienta (1968)
- Mi niño Tizoc (1971)
- Soy el hijo del gallero (1977)
- Una gallina muy ponedora (1981)
- Arriba Michoacán (1986)
- Víctimas de la pobreza (1986)
- La Cebra (2010)
- Borrar la memoria (2010)
- El último trago (2012)

### Telenovel·les
- Las momias de Guanajuato (1962)
- El caminante (1962)
- La tormenta (1967)
- Los inconformes (1968)
- El carruaje (1972)
- Cartas sin destino (1973)
- Los ricos también lloran (1979)
- Aprendiendo a amar (1980)

## Reconeixements

### Premis Ariel
| Any  | Categoria            | Pel·lícula  | Resultat   |
| ---- | -------------------- | ----------- | ---------- |
| 1949 | Coactuación Femenina | Maclovia    | Guanyadora |
| 2013 | Ariel d'or           | Trajectòria | Guanyadora |

### Ònix de la Universitat Iberoamericana
| Any  | Categoria | Pel·lícula              | Resultat   |
| ---- | --------- | ----------------------- | ---------- |
| 1960 | Actriu    | Los hermanos del hierro | Guanyadora |

### Diosas de PlataPECIME
| Any  | Categoria | Pel·lícula     | Resultat |
| ---- | --------- | -------------- | -------- |
| 1963 | Actriu    | Ánimas Trujano | Nominada |